# Estación de Saint-Blaise CFF

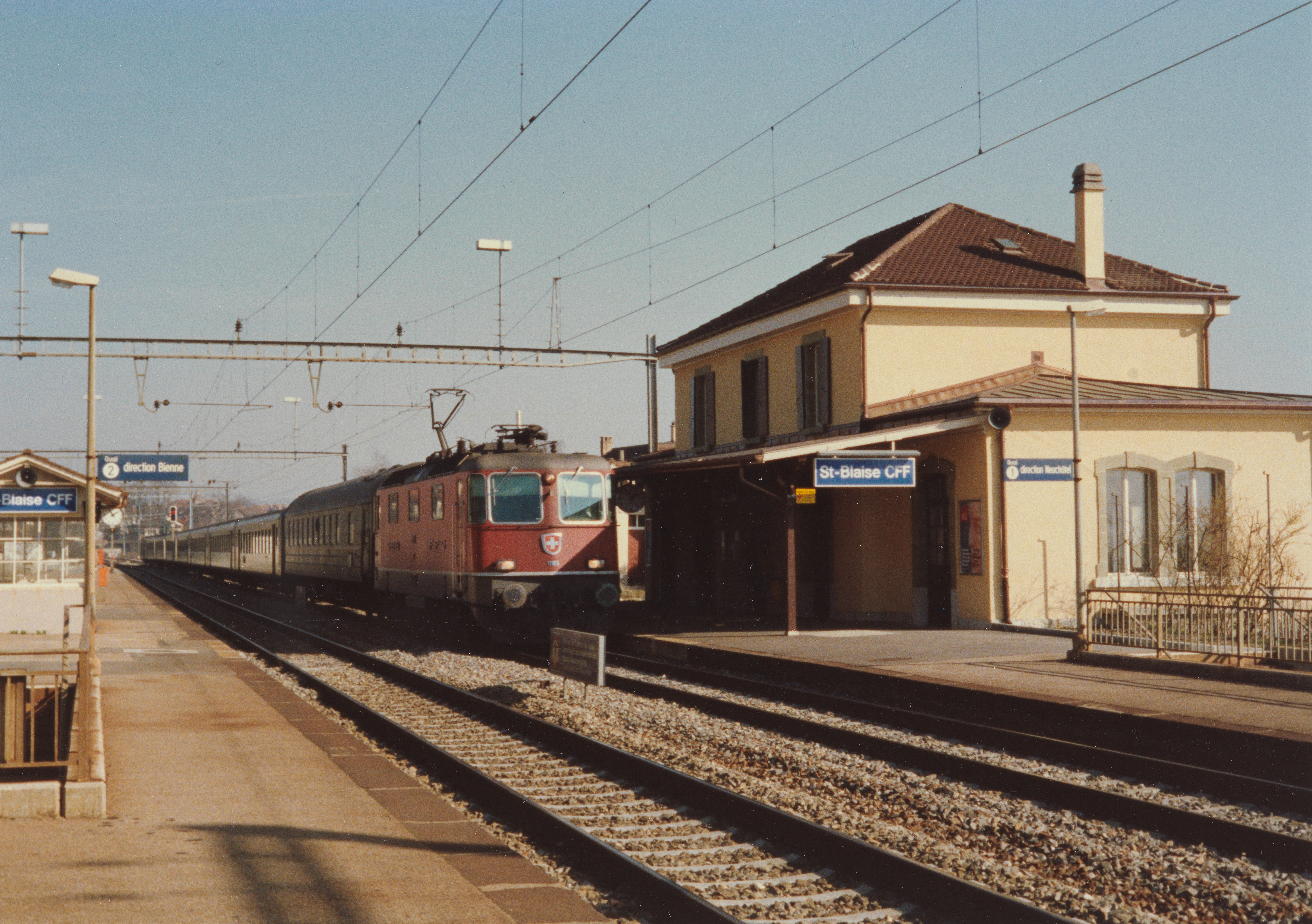
Estación de trenes de Saint Blaise CFF

La estación de Saint-Blaise CFF es una estación ferroviaria de la comuna suiza de Saint-Blaise, en el Cantón de Neuchâtel.

## Historia y situación
La estación de Saint-Blaise CFF fue inaugurada en el año 1859 con la puesta en servicio del tramo Vaumarcus - Le Landeron de la línea Olten - Lausana, también conocida como la línea del pie del Jura.
Se encuentra ubicada en el oeste del núcleo urbano de Saint-Blaise. Cuenta dos andenes laterales a los que acceden dos vías pasantes. En la comuna existe otra estación ferroviaria, Saint-Blaise-Lac, situada en la línea Berna - Estación de Neuchâtel.
En términos ferroviarios, la estación se sitúa en la línea Olten - Lausana, que prosigue hacia Ginebra y la frontera francosuiza, conocida como la línea del pie del Jura. Sus dependencias ferroviarias colaterales son la estación de Cornaux hacia Olten y la estación de Neuchâtel en dirección Lausana.

## Servicios ferroviarios
Los servicios ferroviarios de esta estación están prestados por SBB-CFF-FFS:

### Regional
- R Neuchâtel - Biel/Bienne.Cuenta con trenes cada hora en ambos sentidos, con refuerzos en las horas punta de lunes a viernes.